# Hans Werner Böcker
Hans Werner Böcker (* 5. Februar 1916 in Buer; † 24. Juli 1993 in München) war ein deutscher Jugendbuchautor und Verleger.

## Leben und Werdegang
Geboren wurde Böcker als Sohn eines Beamten in Buer (jetzt: Gelsenkirchen-Buer). Nach dem Realschul-Abschluss machte er eine Ausbildung zum Einzelhandelskaufmann. In diesem Beruf arbeitete er bis 1945. Seine Tätigkeit bei der Reederei HAPAG in Hamburg führte ihn bis 1939 auf Reisen in Europa, Zentral- und Südamerika. Hier sammelte er Eindrücke, die er später in Jugendbücher einfließen ließ.
Böcker war bereits als Jugendlicher Mitglied der katholischen Zentrumspartei und in der katholischen Jugendbewegung aktiv, bis zu ihrer Eingliederung in nationalsozialistische Jugendorganisationen. Vom Wehrdienst war er wegen Krankheit freigestellt. Nach Kriegsende trat er am 1. November 1945 der CDU bei, für die er im Kulturbereich tätig war. Er selbst arbeitete in den ersten Nachkriegsjahren an den Städtischen Bühnen Köln. Sein Verhältnis zur CDU kühlte sich ab, und Mitte der 1960er Jahre wechselte er zeitweilig zur eben gegründeten AUD, für die er bei der Bundestagswahl 1965 erfolglos im Bundestagswahlkreis Aachen-Stadt kandidierte. Böcker engagierte sich im Schutzverband Deutscher Schriftsteller und später im Freien Deutschen Autorenverband, dessen Landesvorstand Niedersachsen er bis 1979 angehörte.
Seine publizistische Tätigkeit begann 1945. 1948 gab er die kurzlebige Zeitschrift „Wir kommen. Junges Europa in Kunst und Dichtung“ heraus, in der, neben Böcker, u. a. Heinz G. Konsalik, Karl Friedrich Kohlenberg und der Maler Hans Jürgen Kallmann publizierten. Bis Anfang der 1960er Jahre war Böcker als freischaffender Kinder- und Jugendbuchautor tätig. Einige im Stil von Groschenheften verfasste Abenteuerromane ließ er unter einem Pseudonym veröffentlichen. Später arbeitete er als Journalist im Lokalteil einer niedersächsischen Tageszeitung. Ab 1979 leitete er in München den Athos-Verlag. Böcker starb in München am 24. Juli 1993.

## Publikationen (Auswahl)
- Peter Arellano (Pseudonym): Am Rio Bio Bio. Grenzland-Verlag Heinrich Hollands, Aachen 1948. (Neuauflage: Volker-Verlag, Köln 1950)
- Tajo, Du und ich. Reise-Erlebnisse und Abenteuer in Südamerika. Blickpunkt-Verlag, Oberhausen 1949.
- Freund Pie aus Südamerika. Ein Urwaldabenteuer. Deutscher-Jugend-Verlag, Münster 1950.
- Peter Arellano (Pseudonym): Der Kampf mit dem Clan. Volker-Verlag, Köln 1950.
- Peter Arellano (Pseudonym): Im Banne der Inkas. Volker-Verlag, Köln 1950.
- Peter Arellano (Pseudonym): Die Hölle schreit. Volker-Verlag, Köln 1950.
- Wir kennen keine Langeweile. Ein Spiel- und Bastelbuch für Jungen und Mädchen. Verlag Fredebeul & Koenen, Essen 1953.
- Indianer, Gauchos und Piraten. Paulus-Verlag, Recklinghausen 1955.
- Wohin mit Mahinda? Verlag Fredebeul & Koenen, Essen 1958.